# Caninos (cuento)
«Caninos» es un cuento de la escritora ecuatoriana Mónica Ojeda, publicado por primera vez en 2017 por Editorial Turbina e incluido en 2020 como parte del libro de relatos Las voladoras. La trama sigue a una familia con un secreto oscuro en la que el padre sufre una transformación que inicia con la caída de sus dientes, pero que luego lo lleva a adquirir poco a poco características caninas. Los personajes de la historia no reciben nombres propios sino que son identificados con los apelativos de Hija, Papi, Mami y Ñaña (vocablo en idioma quechua que significa hermana).
Entre las temáticas que explora el texto se encuentra la perversidad sexual, el abuso infantil y el incesto.
El cuento fue bien recibido por la crítica y ha sido elogiado por figuras como Sara Mesa, Michelle Roche Rodríguez, Daniela Alcívar Bellolio, entre otras.

## Argumento
Hija era una mujer joven que vivía con su perro Godzilla y que guardaba la dentadura de Papi bajo su almohada. Papi había fallecido tiempo atrás como resultado de una enfermedad terminal que lo había postrado en la cama y lo había hecho perder sus dientes, lo que había llevado a Hija a conseguirle la dentadura postiza que ella ahora guardaba. Hija había empezado a cuidar a Papi luego de que Mami le dijera que ella y Ñaña ya no podían seguir cuidando de él, pues Ñaña era «tosca» y estaba empezando a «excederse», como dejaban ver las marcas de quemaduras de cigarrillo en el cuerpo de Papi y otras huellas de abuso. Godzilla había llegado a ella mucho antes, un día en que lo encontró rondando en la calle y el perro le mordió la pierna. Aunque no lo entendía del todo, la mordida de Godzilla había despertado en Hija recuerdos infantiles que no sabía que tenía, varios de ellos relacionados al alcoholismo crónico de sus padres, así como la extraña sensación de que no era la primera vez que la habían mordido.
Al poco tiempo, Papi se acostumbró a su dentadura postiza e Hija lo empezó a sacar a pasear con su correa junto a Godzilla, lo que hacía que Papi sacara la lengua y jadeara de la alegría. Pero la felicidad de Papi despertaba aún más recuerdos en Hija, entre ellos imágenes borrosas de juegos sexuales que sus padres practicaban cuando estaban borrachos. Algunas veces recordaba a su padre en cuatro patas, amarrado con una correa, mientras su madre le tiraba comida al piso o lo castigaba por orinarse en el sofá. También recordaba a Papi pidiéndoles perdón a ella y a Ñaña antes de empezar a ladrarles y luego el momento en que Mami le soltaba la correa. Ambas corriendo presas del terror por la casa sabiendo que una quedaría atrás. Luego venía la mordida. Pero los recuerdos de Hija jamás eran del todo claros.

## Escritura y publicación

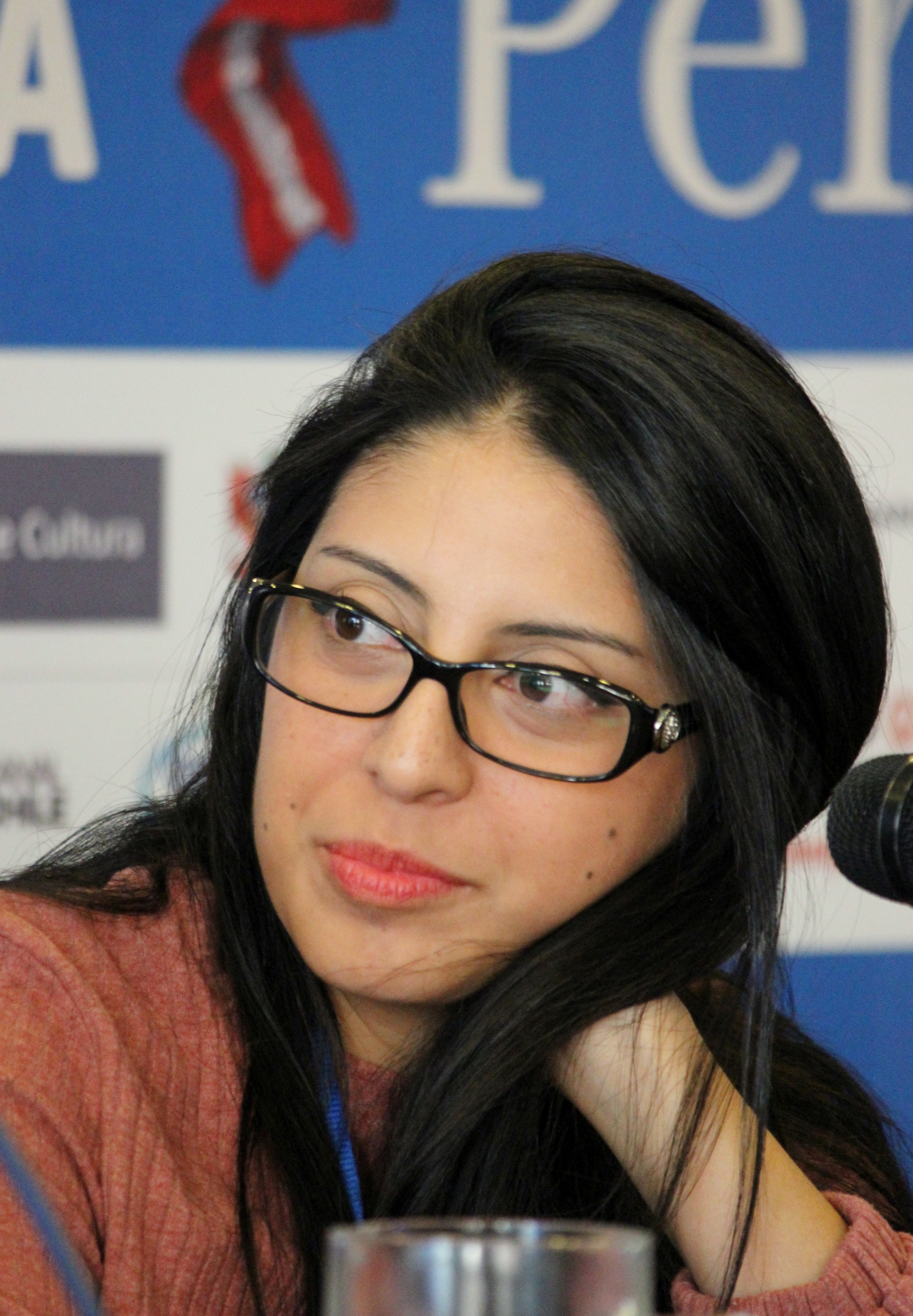
Mónica Ojeda en 2018

De acuerdo a Ojeda, el cuento nació con la idea de una mujer que guardara debajo de su almohada la dentadura de su padre fallecido y que tuviera una relación extraña con ella. A partir de esa imagen armó el resto de la trama, que incorporó la analogía entre padre, perro y dientes tras introducir el personaje de Godzilla, mascota de la protagonista. El relato fue escrito a la par de la novela Mandíbula (2018) y el libro de poesía Historia de la leche (2019), obras con las que comparte algunas temáticas y símbolos. La escritura de «Caninos» sirvió además como el disparador creativo que llevó a Ojeda posteriormente a escribir Las voladoras (2020).
«Caninos» fue publicado de forma individual en 2017 por la editorial ecuatoriana independiente Turbina. Meses más tarde apareció como parte de la antología del Bogotá39-2017 bajo el nombre de «La dentadura de Papi». Tras considerar que el cuento encajaba con las temáticas de la colección, Ojeda decidió incluirlo en 2020 en el libro de relatos Las voladoras.

## Recepción
El cuento tuvo una buena recepción crítica y fue elogiado de forma particular en varias reseñas de Las voladoras. La escritora española Sara Mesa, en una reseña positiva publicada por el diario El País, se refirió a «Caninos» y a «Slasher» como «excelentes cuentos» que «invitan a taparse la cara con las manos». La escritora y crítica ecuatoriana Daniela Alcívar Bellolio también elogió el cuento y lo calificó como excelente, además de aseverar que era «bastante sórdido», y aplaudió en particular el estilo de frases cortas y lenguaje poético que posee el texto.
El escritor Antonio Báez, por su lado, afirmó que consideraba a «Caninos» como el cuento más sobresaliente de Las voladoras y destacó la exploración de los traumas familiares y los tabúes.